# Richard von Arnsberg
Richard von Arnsberg (auch Richard Anglicus, Richard von Wedinghausen) († 1190 in Wedinghausen) war Prämonstratenser, religiöser Autor und wird von der katholischen Kirche als Seliger verehrt.

## Leben
Richard stammte vermutlich aus England. Für die These, er sei in England Abt eines Klosters gewesen, hätte das Amt niedergelegt und sei auf den Kontinent gekommen, gibt es keinerlei Beleg. Er gehörte zu den ersten Chorherren im Stift Wedinghausen. Er war als Schreiber von sehr qualitätsvollen Handschriften tätig.

## Schriften
Zahlreiche eigene Werke wurden ihm zugeschrieben. Aber es lassen sich heute nur drei Schriften mit ihm wirklich in Verbindung bringen. Die erste war De computu ecclesiae („Von der Rechnung der Kirche“), die zweite war De canone missae („Über den Kanon der Messe“). Das letzte war die Vita S. Ursulae („Lebensbeschreibung der Heiligen Ursula“).
Über das erstgenannte Buch ist nichts weiter bekannt. Ein noch existierendes Exemplar ist nicht bekannt. Das Werk über die Messe wurde später mehrfach auch gedruckt. Es erschien da unter dem Titel Libellus de canone mystici libaminis eiusque ordinibus. Die ältere Forschung hatte dieses Werk Hugo von St. Victor aus Paris zugeschrieben. Heute wird Richard als Autor anerkannt. Diese Messerklärung war für die damalige Zeit ungewöhnlich. Er sieht die Messe nicht als dramatische Darstellung eines heilgeschichtlichen Vorganges. Vielmehr versucht er die Handlungen und Ausdrücke während der Liturgie selbst zu betrachten und Allegorien möglichst zu vermeiden. Besondere Bedeutung weist er der Kreuzsymbolik zu. Sein bedeutendstes Werk ist die Lebensbeschreibung der Heiligen Ursula. Eine erste Fassung der Ursulalegende stammt aus der Zeit um 975, eine zweite aus der Zeit um 1100. Auf dieser Basis entwickelte sich die Vita nicht zuletzt durch Richard von Arnsberg im 12. Jahrhundert weiter. Von ihm stammen vermutlich einige Visionen, die er der Legende hinzufügte. Seine zweibändige Vita ist das umfangreichste Werk über diese Heilige, das im Mittelalter geschaffen wurde. Der Historiker Wilhelm Levison ist bei der Ursula-Vita nicht ganz sicher, ob sie Richard zuzuschreiben ist.

## Nachleben
Einige Zeit nach seinem Tod wurde sein Grab geöffnet. Der Geschichtsschreiber Caesarius von Heisterbach berichtete: „Ein ausgezeichneter und sehr fleißiger Schreiber war der Engländer Richard, ein Prämonstratenser in Wedinghausen in Westfalen. Zwanzig Jahre nach seinem Tod fand man die Hand noch wohl erhalten, die nun verwahrt, als Reliquie verehrt ward und auch jetzt noch den Altar ziert.“ Diese Erzählung ist ein Beispiel für die außerordentliche Wertschätzung der Scriptores in den mittelalterlichen Klöstern.
Für diese als „schwarze Hand“ bezeichnete Reliquie wurde im 16. Jahrhundert ein kostbarer Silberkasten geschaffen. Dieser ist während des Truchsessischen Wirren gegen Ende des Jahrhunderts verloren gegangen. Auch die Reliquie war verschollen, wurde aber 1714 wieder aufgefunden. Sie ist noch heute vorhanden und wird in der Ausstellung im Westflügel des Klosters gezeigt.
Von der katholischen Kirche wird er als Seliger verehrt. Sein Gedenktag ist der 30. Dezember.